# Кутушев, Наиль Муллаянович
Наиль Муллаянович Кутушев (1926—2007) — государственный деятель, экономист, преподаватель высшей школы, общественный деятель.

## Биография
Родился 20 июля 1926 года в деревне Табанлыкуль Белебеевского кантона Башкирской АССР (ныне — село Буздяк Буздякского района Республики Башкортостан).
В 1949 году окончил Уфимский авиационный институт (ныне Уфимский государственный авиационный технический университет).
После окончания института работал на Стерлитамакском станкостроительном заводе. С 1953 главный инженер Яркеевской МТС Илишевского района, с 1954 — директор. В 1961-1966 годы - 1-й секретарь Туймазинского районного, городского комитетов КПСС.
Министр бытового обслуживания БАССР (1970—1987), заместитель председателя СМ Башкирской АССР (в 1956—1961 и 1966—1970). Кандидат экономических наук (1981). Заслуженный работник сферы обслуживания РБ (1996). Депутат ВС БАССР 4—11-го созывов.
Инициатор и организатор создания Уфимского филиала Московского технологического института (УГУЭС), где работал в 1987—2007 годы, в том числе преподавателем.
Автор более 80 научных работ.
Умер 23 февраля 2007 года в Уфе.

## Награды
Награждён орденами Ленина (1966), Трудового Красного Знамени (1956, 1981), «Знак Почёта» (1971).